# Onggi

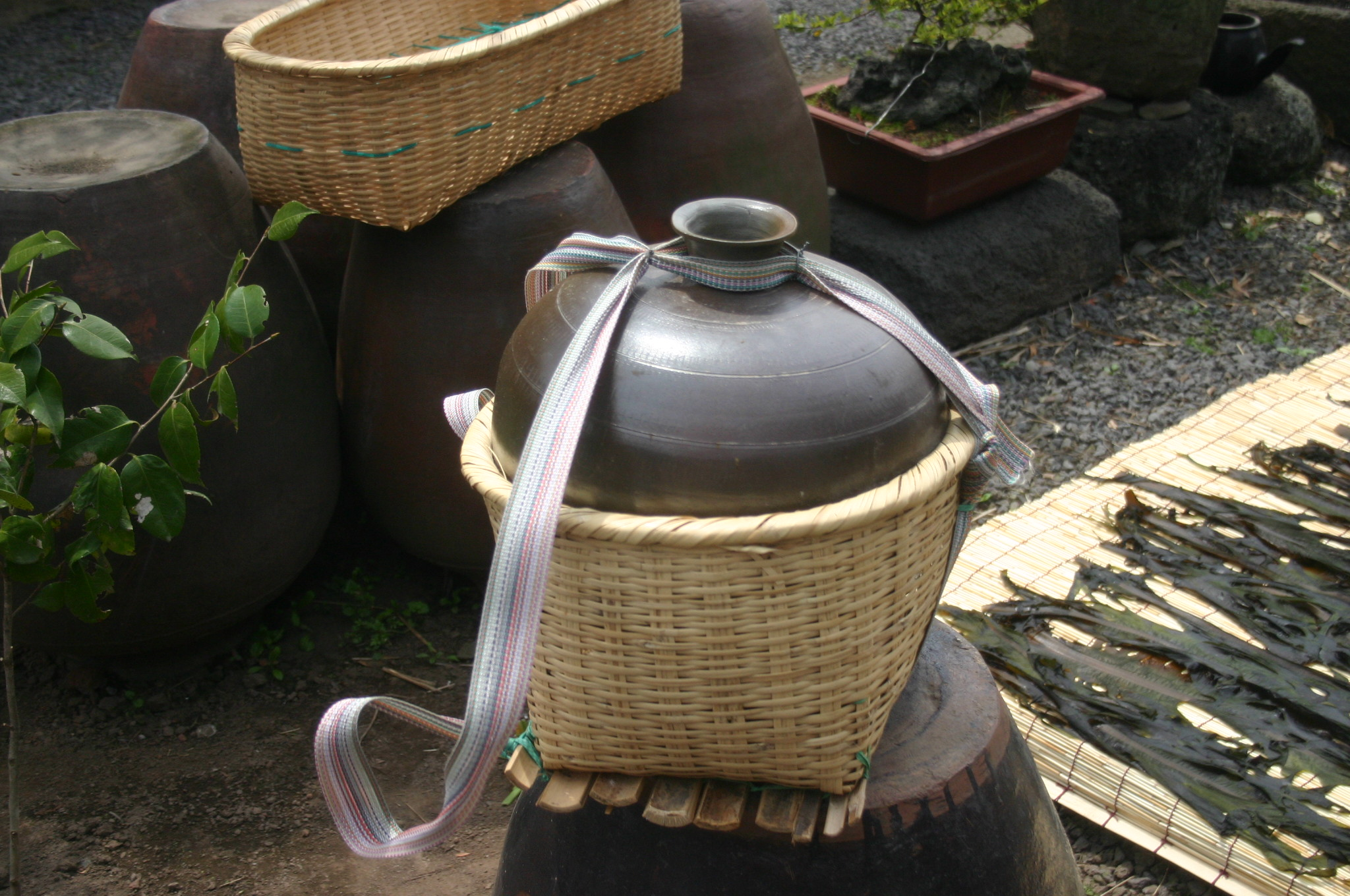
Ceràmica Onggi coreana

Onggi (Coreà: 옹기) és un tipus de ceràmica coreana molt utilitzada per a la vaixella així com en la realització grans contenidors d'emmagatzematge a Corea. Inclou un tipus de ceràmica no esmaltada cuita entre 600~700 °C i una ceràmica envernissada amb un esmalt marró fosc, cuita a més de 1100 °C.

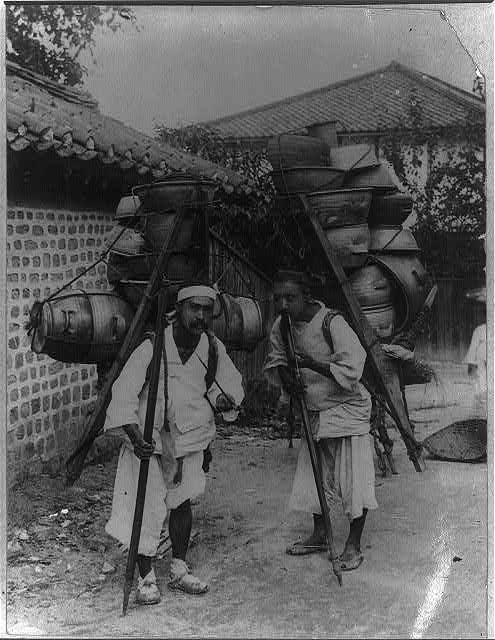
Portejadors coreans transportant onggi a principis del s. XX a Seül

L'origen de la ceràmica onggi està datada aproximadament entre el 4000 i el 5000 AC. Existien dos tipus de ceràmiques: l'un, anomenat Mumun, i un altre format per peces d'argila negra i vermella. Anteriorment, trobem peces llises realitzades a partir d'una argila finament xamotada; no obstant, l'antecedent de la ceràmica celadon de l'època Goryeo i de la blanca porcellana  de Joseon era una ceràmica no esmaltada negra o vermella. El color final de les peces, venia determinat per l'òxid de ferro que contenia l'argila, i per la manera de coure la ceràmica. Les formes de ceràmica onggi que trobem en l'actualitat, provenen de l'era Joseon. Hi ha molta informació sobre la ceràmica onggi al  Sejong Sillok Jiriji (coreà: 세종실록지리지, "El Tractat sobre Geografia del rei Sejong "): "Hi ha tres forns que produeixen l'onggi groc a Chogye-gun i a Jinju-mok, província de Gyeongsang ".

## Usos
Comparada amb la  porcellana, la ceràmica onggi és lleugerament porosa i s'ha pogut determinar que s'utilitzava per a ajudar tant en els processos de fermentació de certs aliments, com en la preparació del gochujang (un fermentat de bitxo, mongeta i pasta d'arròs), del doenjang (pasta de mongeta fermentada), el kimchi (verdures fermentades i condimentades), i de la salsa de soia. La ceràmica Onggi, per la seva permeabilitat i porositat apropiades, era molt útil per a aconseguir el nivell òptim de maduració dels productes fermentats. Des de temps antics, Corea ha estat famosa per aquest tipus de preparacions fermentades, que apareixen en l'historiografia xinesa antiga, en les Biografies del Wuhuan, Xianbei, i Dongyi (Xinès tradicional: 烏丸鮮卑東夷傳)... En els Registres de Wèi (Xinès tradicional: 魏志), que és una apartat dels Registres dels Tres Regnes, hi ha aquest comentari: "la gent de Goguryeo té el costum de preparar menjars fermentats". L'abundància de soja, la qual creix naturalment a Corea, els recursos de peix fresc del mar que envolta la Península coreana i un clima apropiat per al desenvolupament microbià, ens donen una idea de la importància de la fermentació com a procés culinari. La ceràmica onggi, va contribuir al desenvolupament dels productes fermentats en la cuina coreana. Les grans tinalles onggi s'emmagatzemaven al jangdokdae, un magatzem elevat situat prop la casa.

## Característiques

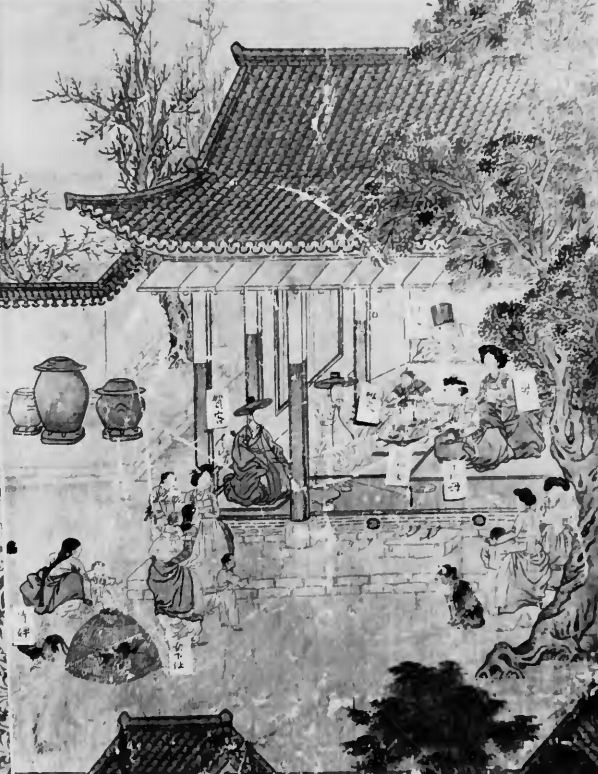
La representació més antiga de la ceràmica onggi que es coneix, del 1781, en una escena del plafó d'Una Biografia Pictòrica de Hong Yi-san, exposada al Museu Nacional de Corea.

La ceràmica Onggi, que és realitzada per un grup especialitzat d'artesans anomenats onggijang (Hangul: 옹기장), ha estat marcada per les característiques i clima de les regions on es fa. Per això, les formes i mides de les ceràmiques onggi i les maneres de fabricar-les varien segons la regió. No obstant això, tota la ceràmica onggi comparteix algunes característiques. Aquestes característiques són la biodegradabilitat, la porositat, i la resistencia a la putrefacció així com la seva fermesa o "vertebració". A causa de les baixes temperatures de cocció de la ceràmica, són rares les troballes arqueològiques d'aquest tipus de peces, ja que les restes acaben tornant a transformar-se en argila o bé s'utilitzen com a  xamota.

### Porositat
El mestre onggijang vernissa la seva superfície. Aquest esmalt és clau per a impermeabilitzar la superfície i impedir filtracions de líquid. Les partícules de sorra o xamota contingudes a l'argila, en canvi, creen passatges per a l'evacuació de l'aire. Els coreans en diuen "la respiració de l'onggi". D'aquesta manera, l'aire pot circular a través de les parets de les peces onggi mentre que l'aigua roman a l'interior. Aquesta és una de les raons més importants pels que s'utilitza l'onggi en els processos de fermentació de la cuina coreana.

## Com s'elabora la ceràmica Onggi
La ceràmica Onggi està feta d'una argila que conté un alt percentatge de ferro. El primer pas és cavar la terra i extreure'n l'argila, que es troba a una mica menys d'un metre de profunditat. Es col·loca en una gran bassa d'aigua on es neteja d'impureses (pedres, trossos d'arrels, etc.) mitjançant un procés de levigació. Llavors es filtra a través d'un garbell tosc cap a una altra bassa. Es deixa reposar l'argila dins un recipient de ceràmica porosa per que perdi l'excés d'aigua i es pugui treballar. Quan l'argila és a punt, es pasta i es pica amb un mall de fusta per a compactar-la i fer-la més manejable. La peça es treballa en un torn de peu coreà tradicional. Primer, s'empolvora amb argila en pols el centre de la roda i s'hi col·loca un pastó aplanat. Es va picant amb una pala de fusta i es va fent girar la roda simultàniament, a un ritme molt lent. Es talla amb un punxó deixant una circumferència que serà la base del pot. Llavors s'afegeix una planxa de fang que fa unes dues vegades la longitud de la base i es col·loca formant com un cilindre. El fang es va unint a la base amb un xurro de fang mitjançant la tècnica de l'urdit. Després, picant per dins i per fora aquesta planxa, es va compactant el fang i conformant la paret. El mestre empra una pala de fusta per fora i una enclusa rodona de fusta per dins per a picar el fang i compactar-lo mentre fa girar la roda. Es deixa endurir una mica abans d'afegir la següent tira de fang. L'assecatge s'accelera amb l'ajuda d'una llauna foradada plena de brases que es col·loca a l'interior de la peça en procés, o bé amb la flama d'un bufador. Quan s'assoleix la duresa de cuir, es pot aixecar un altre tram de la peça i així fins a deixar acabat el llavi del pot que és l'últim que es fa. Un cop acabada, calen dues persones per a aixecar la peça del torn utilitzant un llençol que s'embolica al voltant de la part més baixa del pot.  El pot es col·loca damunt d'un terra de fang cobert de palla perquè s'assequi a poc a poc. Quan assoleix la duresa de cuir, es submergeix la peça en una mescla de cendres i argila anomenada yakto i abans que aquest esmalt natural s'assequi, es fa una decoració ratllant amb els dits sobre l'esmalt humit, deixant un dibuix característic.